# Konstantín Vigódtxikov
Konstantín Vigódtxikov (Vygodchikov, Wygodchikoff); (en rus: Константин Алексеевич Выгодчиков) (1892 – 1941), fou un jugador d'escacs jueu belarús, ciutadà soviètic. Era tiet de Serguei Belàvenets, a qui ensenyà escacs. Fou Campió de Belarús el 1926.
En Konstantín Vigódtxikov va residir a Smolensk, on hi ensenyà escacs al seu nebot Serguei Belàvenets i al seu amic Mikhaïl Iudóvitx.
Va obtenir el títol de Mestre el 1929 després d'haver arribat al nivell del jove Mikhaïl Botvínnik a la ronda preliminar del Campionat Soviètic d'aquell any.

## Resultats destacats en competició
El 1908-09, va jugar una partida per correspondència (que va perdre) contra Aleksandr Alekhin. Fou primer, amb Kliatsky (Kliatskin) a la final B del I Campionat de la R.S.F.S.R, a Moscou 1920 i va guanyar el matx de desempat contra ell per (2:0). Empatà als llocs 11è-13è a Petrograd al 2n Campionat de l'URSS el 1923 (el campió fou Piotr Romanovski).
Va guanyar el 3r Campionat belarús el 1926, i fou 1r, conjuntament amb Abram Model i Vladislav Silitx al 4t Campionat belarús el 1928. Empatà als llocs 5è-6è al 3r Campionat de Rússia, Moscou 1928 (el campió fou Piotr Izmailov).
Fou 4t a Odessa 1929 (Semifinals del 6è Campionat soviètic). Fou 6è al 4t Campionat de Rússia, Moscou 1934 (el campió fou Belàvenets), i empatà als llocs 11è-12è a Leningrad 1936 (1a categoria del Campionat de l'URSS, el campió fou A. Budo).